# Kanban
Em administração da produção, Kanban é um quadro de sinalização que controla os fluxos de produção ou transportes em uma indústria. O cartão pode ser trocado por outro sistema de sinalização, como luzes, caixas vazias e até locais vazios demarcados. Já na Engenharia de Software, Kanban é uma estratégia para otimizar o fluxo de valor para partes interessadas através de um processo que utiliza um sistema visual que limita a quantidade de trabalho em andamento através de um sistema puxado."
Na década de 1960 a empresa Toyota criou o  sistema Kanban para abastecimento e controle de estoques, usado por empresas até os dias de hoje.
O sistema movimenta e fornece itens de acordo com o consumo, fazendo com que não haja abastecimento de materiais sem solicitação. O Kanban foi baseado num sistema visual de abastecimento de um supermercado: conforme os produtos vão sendo vendidos (consumidos), os espaços vazios vão sendo reabastecidos.
São utilizados cartões para o controle e funcionamento do Kanban: cartão utilizado indica que um material foi utilizado e precisa ser reposto. Os cartões também são divididos por prioridade de reabastecimento, sendo separados pelas cores verde, amarela e vermelha, em sequência para itens de menor prioridade para maior prioridade. Esses cartões são utilizados em uma grande grelha dividida em vários sectores, por onde o produto passa até se transformar no produto acabado, organizando o quadro para uma melhor ilustração do andamento da produção. Esse procedimento dá uma visão mais ampla para o gestor responsável pelo processo de produção, que fica por dentro do andamento do sector.
Para se realizar com sucesso o Kanban são feitos cálculos do número de cartões para cada item de material, levando em consideração o Lead time, o pedido médio, o estoque de segurança e a quantidade de peças no contentor.
O sistema Kanban não tem como função reduzir estoques, apenas limita seu nível a um valor máximo, não podendo assim ser confundido com o sistema just-in-time. O sistema Kanban é considerado apenas uma parte do sistema Just in Time.
Coloca-se um Kanban em peças ou partes específicas de uma linha de produção, para indicar a entrega de uma determinada quantidade. Quando se esgotarem todas as peças, o mesmo aviso é levado ao seu ponto de partida, onde se converte num novo pedido para mais peças. Quando for recebido o cartão ou quando não há nenhuma peça na caixa ou no local definido, então deve-se movimentar, produzir ou solicitar a produção da peça.
O Kanban permite agilizar a entrega e a produção de peças. Pode ser empregue em indústrias montadoras, desde que o nível de produção não oscile em demasia. Os Kanbans físicos (cartões ou caixas) podem ser Kanbans de Produção ou Kanbans de Movimentação e transitam entre os locais de armazenagem e produção substituindo formulários e outras formas de solicitar peças, permitindo enfim que a produção se realize Just in time - metodologia desenvolvida e aperfeiçoada em 1940 por Taiichi Ohno e Sakichi Toyoda conhecida como Sistema Toyota de Produção.
O sistema Kanban é uma das variantes mais conhecidas do Just in Time.

## Kanban no Desenvolvimento de Software
O Kanban foi adaptado por David J. Anderson (fundador da Kanban University) como técnica para ser utilizada no desenvolvimento de software. Neste contexto ele é definido pelo seu criador como "Um método para definir, gerenciar e melhorar serviços que entregam trabalho de conhecimento, tais como serviços profissionais, atividades criativas e o design de produtos físicos e de software. Pode ser caracterizado como um método de 'começar com o que você faz agora' - um catalisador para mudanças rápidas e focadas nas organizações - que reduz a resistência a mudanças benéficas de acordo com os objetivos da organização." 
São 6 as práticas do Kanban utilizados para o desenvolvimento de software: 
1. Visualização do Fluxo de Trabalho: visualização através do uso do quadro Kanban para fomentar as conversas certas no momento certo e criar oportunidades de melhoria;
2. Limitando o Trabalho em Progresso (WIP): trabalho em Andamento (do inglês Work in Progress, ou WIP) se refere aos itens de trabalho que o time iniciou e que ainda não terminou, uma prática para diminuir excessos de trabalho paralelo; [5]
3. Gerenciamento do Fluxo; maximizar o valor entregue, garantindo que os Itens de Trabalho não são deixados para envelhecer desnecessariamente e que sejam completados;
4. Políticas Explícitas sua definição de “Fluxo de Trabalho”: incluindo a criação de políticas documentadas e que todo o time compreenda, úteis para melhorar suas performances;
5. Ciclos de feedback cadências para inspecionar e controlar o fluxo de trabalho, observar melhorias e aplicar no sistema, sempre com foco no trabalho;
6. Melhoria Colaborativa e Evolução Experimental utilizando pelos como o método científico e observações empíricas, executar experimentos baseados em dados para melhorar e evoluir o sistema Kanban.

### Scrum e Kanban
O Kanban pode ser utilizado sozinho, sem a necessidade de outros Frameworks ou metodologias. David J. Anderson descreve o Kanban como um caminho alternativo para a agilidade. Porém o método também pode ser usado para apoiar outros métodos.
A perspectiva baseada em fluxo do Kanban pode melhorar e complementar o framework Scrum e sua implementação. Times podem aplicar o Kanban tanto se estiverem começando a usar o Scrum quanto se já o utilizam há muito tempo.
Utilizando o Kanban para visualizar o trabalho de novas formas, um Time Scrum pode aplicar o conjunto de práticas do Kanban para otimizar o valor da entrega de maneira mais efetiva. Essas práticas se apoiam e expandem os princípios do pensamento Lean, fluxo de desenvolvimento de produtos e teoria das filas.

## Característica do Sistema Kanban
Neste sistema deve existir um equilíbrio entre os processos: anterior e posterior. O processo anterior não pode produzir mais peças do que a capacidade de consumo do processo posterior, assim como o processo posterior não deve adquirir mais peças do que o necessário para sua produção, do processo anterior.
No método tradicional os itens são “empurrados” de uma cadeia de suprimento para a outra, tendo havido solicitação ou não. Isso gera aumento de estoque, numa ocasião de desequilíbrio de produção e, incerteza dos envolvidos no trabalho, pois não sabem o impacto do aproveitamento e do ritmo do seu trabalho adiante. Em contrapartida, o método Kanban “puxa” os itens que são necessários à próxima cadeia, eles são movimentados na medida em que são consumidos, ou seja, apenas quando serão utilizados, sem necessidade de estoque. Em outras palavras, no sistema tradicional o “estoque comanda a produção”, já no kanban a “produção comanda o estoque”.

## Kanban Eletrônico
O Kanban eletrônico (ou e-Kanban) permite agilizar a entrega e a produção de peças. Pode ser  empregado em indústrias montadoras, desde que o nível de produção não oscile em demasia.  Os kanbans físicos (cartões ou caixas).

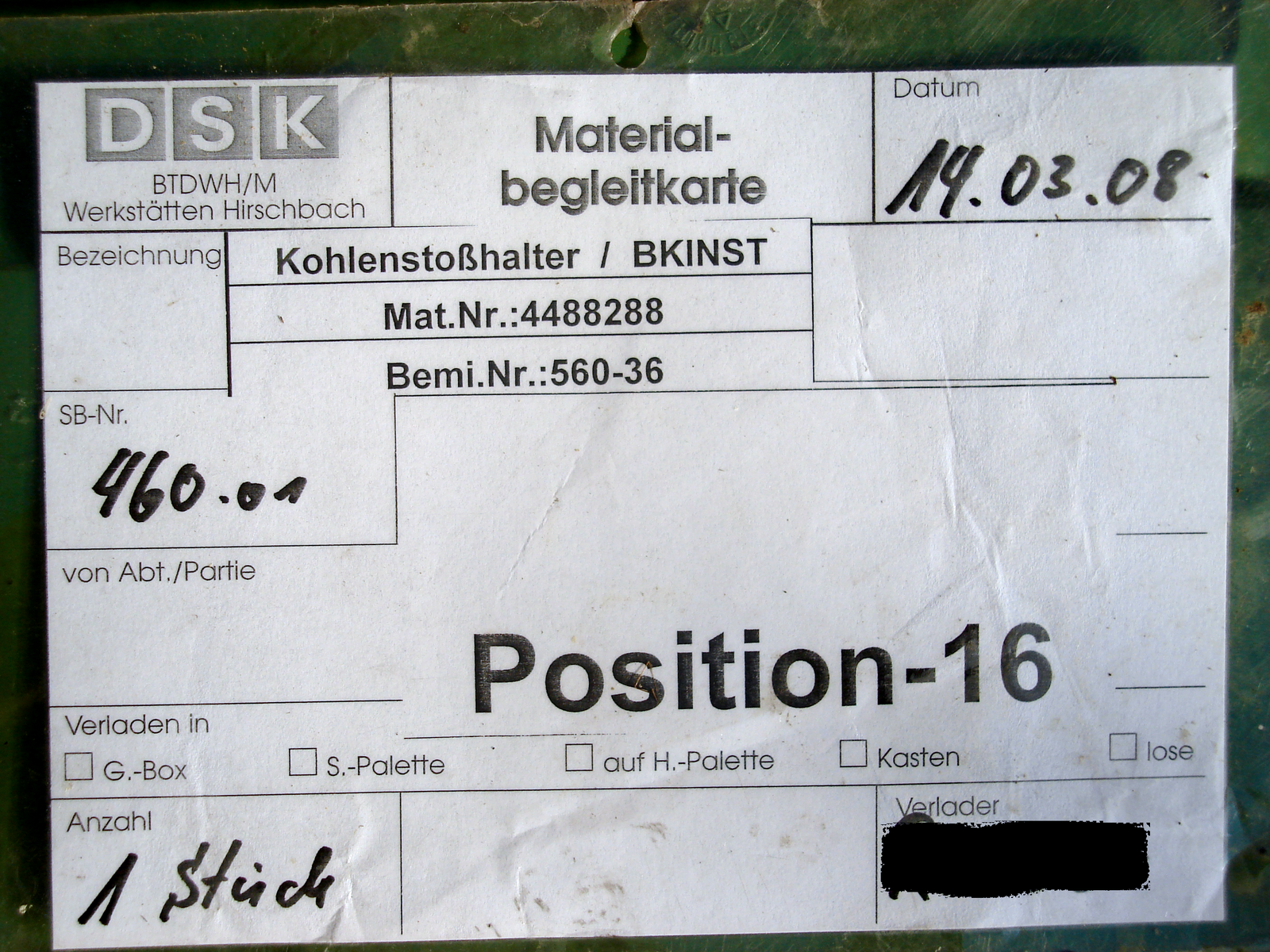
Kanban de Produção

## Kanban de Produção
É usualmente um cartão ou caixa que autoriza a produção de determinada quantidade de um item. Os cartões (ou caixas) circulam entre o sector fornecedor e a produção , sendo afixados junto às peças imediatamente após a produção e retirados após o consumo pelo cliente, retornando ao processo para autorizar a produção e reposição dos itens consumidos.
Kanban de Movimentação, também chamado de Kanban de Transporte é o sinal (usualmente um cartão diferente do Kanban de Produção) que autoriza a movimentação física de peças entre o supermercado do processo fornecedor e o supermercado do processo cliente (se houver). Os cartões são afixados nos produtos (em geral, o cartão de movimentação é afixado em substituição ao cartão de produção) e levados a outro processo ou local, sendo retirados após o consumo e estando liberados para realizar novas compras no supermercado do processo fornecedor. O kanban puxa a produção e dita o ritmo de produção para atender pedidos.

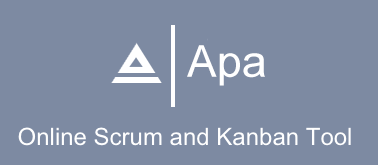
Ferramenta online onde pode ser utilizado Scrum e Kanban simultaneamente

## Vantagens
O Kanban possui algumas vantagens, de entre as quais:
- O número de cartões Kanban em circulação limita o estoque máximo.

- A eficiência do sistema pode ser medida pela redução do número de cartões em circulação.

- As necessidades de reposição são identificadas visualmente.

- A burocracia é virtualmente eliminada e não há programação de produção para itens controlados pelo Kanban.